# ビックウエスト
ビックウエスト（Bigwest Co., Ltd.）は東京都千代田区外神田に本社を置く広告代理店。

## 会社概要
1973年、読売広告社営業課出身の大西良昌が独立して設立。社名は大西（おおにし）の姓にちなみ、「大いなる西へ」を意味する。英語表記は「BIG」だが、カタカナ表記は「ビッグ」ではなく「ビック」である。
1977年、『超合体魔術ロボ ギンガイザー』よりテレビアニメの企画製作に携わり、日本サンライズ系作品に参加する。
1982年、スタジオぬえのSFロボットアニメ企画を担当し、毎日放送をキー局とするTBS系列にて自社単独買い切り番組『超時空要塞マクロス』を放送。ヒット作となり、続けて1983年『超時空世紀オーガス』、1984年『超時空騎団サザンクロス』を放送。これら3作品をまとめて「超時空シリーズ」と呼ばれる。その後、『超時空要塞マクロス』の世界観を受け継ぐ「マクロスシリーズ」の企画・製作・IP管理・イベント運営などを行い、2022年にシリーズ誕生40周年を迎えた。
1984年公開の『超時空要塞マクロス 愛・おぼえていますか』より映画製作に進出し、OVAや実写映画も手がける。『劇場版マクロスΔ』2部作（2018年・2021年）では自社配給を行う。
1989年に放映された『アイドル伝説えり子』以来、大半のテレビせとうち（TSC）製作アニメの担当広告代理店であったが、2008年3月の『しましまとらのしまじろう』終了をもって撤退した。
文化放送が本格的にアニラジを手がけるきっかけとなった『ノン子とのび太のアニメスクランブル』を担当している。
2000年代前半には『超時空要塞マクロス』の制作元請けであるタツノコプロと知的財産権を巡って一連の民事訴訟を行い、作品の著作権はタツノコプロ、デザインの著作権はビックウエストとスタジオぬえに帰属するとの判決を下された（詳細は超時空要塞マクロス#権利問題を参照）。また、タツノコプロから『超時空要塞マクロス』『超時空騎団サザンクロス』の海外放映権を購入したハーモニーゴールドUSAが製作する「Robotechシリーズ」とも権利問題の対立が続いていたが、2021年4月、2社間で世界的な権利に関する包括的合意を発表した。同年11月、配信番組「超時空進宙式典2021」にて、ビックウエスト代表取締役社長の大西加紋が「世界展開宣言」を行い、「マクロスシリーズ」の海外市場における作品公開・音楽配信・商品販売などをスタートした。

## 関連企業
- ビックウエスト・アド
- ビックウエストフロンティア
- ビックウエスト音楽出版

## 沿革
- 1973年 - 総合広告代理店ビックウエスト設立。
- 1977年 - 『超合体魔術ロボ ギンガイザー』、『無敵超人ザンボット3』を初めとする日本サンライズ作品の企画製作に参加。
- 1982年 - 『超時空要塞マクロス』より本格的なアニメの版権管理業務を始める。
- 1986年 - 実写映画『子象物語 地上に降りた天使』を製作。文部省特選作品に指定される。
- 1993年 - 『しましまとらのしまじろう』の製作に参加。2008年まで放送。
- 1997年 - ビックウエスト・アドを設立し、広告代理業務を独立。
- 2008年 - ビックウエストフロンティアを設立し、ビックウエスト・アドから広告代理業務を独立。

## 参加作品・番組

### アニメ
- 超合体魔術ロボ ギンガイザー
- 無敵超人ザンボット3
- 無敵鋼人ダイターン3
- 機動戦士ガンダム
- 無敵ロボ トライダーG7
- 最強ロボ ダイオージャ
- マクロスシリーズ
  - 超時空要塞マクロス
  - 超時空要塞マクロスII -LOVERS AGAIN-
  - マクロス7
  - マクロスプラス
  - マクロス ゼロ
  - マクロスF
  - マクロスΔ
- 超時空シリーズ
  - 超時空要塞マクロス
  - 超時空世紀オーガス
  - 超時空騎団サザンクロス
- 鎧伝サムライトルーパー
- 獣神ライガー
- アイドル伝説えり子
- 勇者エクスカイザー
- アイドル天使ようこそようこ
- ゲッターロボ號
- リトルツインズ
- ジャンケンマン
- 花の魔法使いマリーベル
- 無責任艦長タイラー
- しましまとらのしまじろう - 『はっけん たいけん だいすき! しまじろう』以降はNAS→電通が担当。
- 超人学園ゴウカイザー
- 覚悟のススメ
- 熱沙の覇王ガンダーラ
- G-onらいだーす

### 実写映画
- 子象物語 地上に降りた天使
- 罪と罰 ドタマかちわったろかの巻
- イルカに逢える日
- 天使のウィンク 日光猿軍団

### 演劇
- マクロス ザ・ミュージカルチャー